# Double Duty
Double Duty es una película estadounidense de acción, comedia y romance de 2009, dirigida por Stephen Eckelberry, escrita por Wayne Bauer y Mimi Lesseos, musicalizada por Chris Anderson, en la fotografía estuvo Bodo Holst y los protagonistas son Mimi Lesseos, Tom Sizemore y Susan Duerden, entre otros. El filme fue producido por Double Duty y se estrenó el 8 de diciembre de 2009.

## Sinopsis
Una exmarine trata de habituarse a la vida civil y encontrar su lado femenino, con la cooperación de su mejor amiga, Sophia. Se va a topar con varias dificultades en su camino. Su interés amoroso, Craig, es tierno y de voz tenue, él siente curiosidad por el lado rudo de ella; juntos van a ser una dupla enérgica y divertida.